# فیلیپ چوویچ
فیلیپ چوویچ (سیریلیک صربی: Филип Човић؛ زادهٔ ۵ ژوئن ۱۹۸۹) بازیکن بسکتبال اهل صربستان است.
از باشگاه‌هایی که در آن بازی کرده‌است می‌توان به باشگاه بسکتبال ستاره سرخ بلگراد اشاره کرد.
وی در مسابقات کشوری و بین‌المللی در مجموع برندهٔ ۱ مدال طلا، ۱ مدال نقره شده‌است.